# Valle de Amblés
El valle de Amblés está situado en la provincia española de Ávila, en la comunidad autónoma de Castilla y León. Comienza en la localidad de Villatoro y se ensancha progresivamente hasta llegar a Tornadizos de Ávila. Por él discurre, entre otros, el río Adaja, que representa su principal cauce fluvial.

## Características
El valle de Amblés (o valle Amblés) es una fosa tectónica situada en el centro de la provincia de provincia de Ávila. El de Amblés es valle intramontañoso que se sitúa, a lo largo de 42 km y en una dirección ENE-OSO, entre la sierra de Ávila y los relieves de la alineación Ávila-Canto Cachado, (ambos conjuntos situados al norte del mismo) y las sierras de las Parameras de Ávila y La Serrota, que quedan al sur.

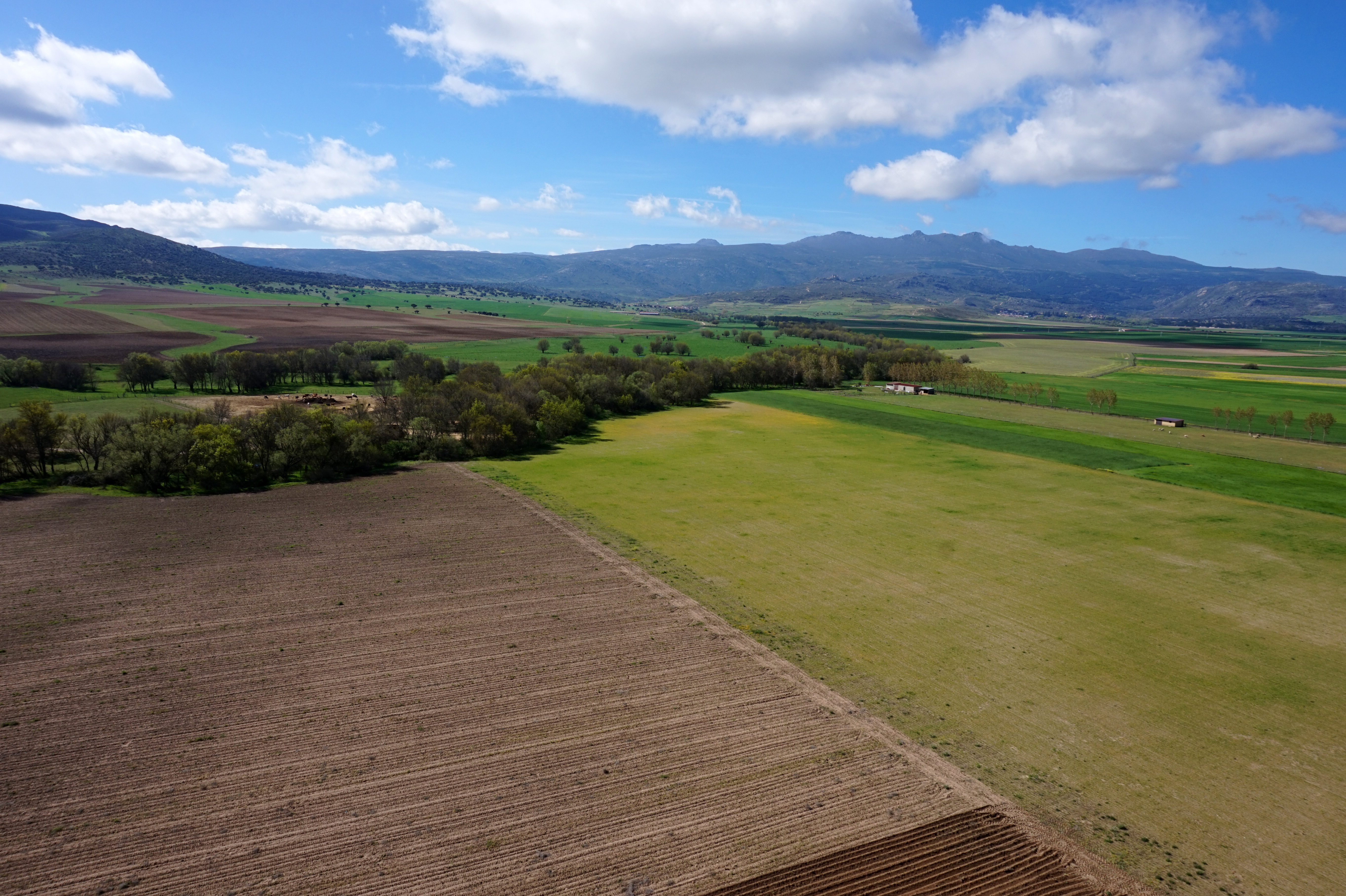
Vista aérea del valle de Amblés en Niharra

Su fondo es plano con una anchura entre 2,5 y 10,0 km y una pendiente media de 0,3 % en sentido ENE entre Villatoro a 1180 m de altitud, y el cauce del río Adaja en Ávila, a 1065 m. El valle de Amblés junto con las vertientes de los relieves circundantes —la norte de La Serrota-Parameras, sureste de la sierra de Ávila y la sur de Ávila-Canto Cachado— forma una cuenca hidrográfica cerrada que puede denominarse la "Cuenca Alta del Adaja", siendo este el eje fluvial que a través del valle de Amblés organiza el drenaje y articula la dinámica de la misma antes de dirigirse decididamente hacia el Duero.
Aparece descrito en el segundo volumen del Diccionario geográfico-estadístico-histórico de España y sus posesiones de Ultramar de Pascual Madoz de la siguiente manera:

AMBLES: valle en la prov. y part. jud. de Avila, cuya cap. está sit. en su estremo oriental; le forman las vertientes de las sierras llamadas de Avila por el N.; las de las montañas dichas baldíos de Avila y la Paramera al S., y las de Villatoro al O.; ocupa una estension de 7 1/2 leg. de largo y de 1 á 1 1/2 de ancho, en direccion de O. á E.; le baña el r. Adaja, y aunque su terreno es ligero, está mejor cultivado que el de toda la prov., y cria pingües pastos: su aspecto es risueño y agradable, tiene muchos pueblos y está cruzado de varios arroyos que bajan de las sierras, desembocando en el Adaja, los cuales pudieran regar casi todo el valle.
(Madoz, 1845, p. 240)

Camilo José Cela en su libro de viajes Judíos, moros y cristianos describe así el valle:

La mañana está fresquita y el valle Amblés, tierno y ventilado, se ofrece, descaradillo y silencioso, casi como una niña: también esperanzado y recoleto, según se mire. La Venta de Pinilla es lugar que pertenece a El Fresno, pueblo con montes mansos...... en el arroyo Bascarrabal que muere en el Adaja, no debe ser nada fácil morirse ahogado.....

### Geomorfología

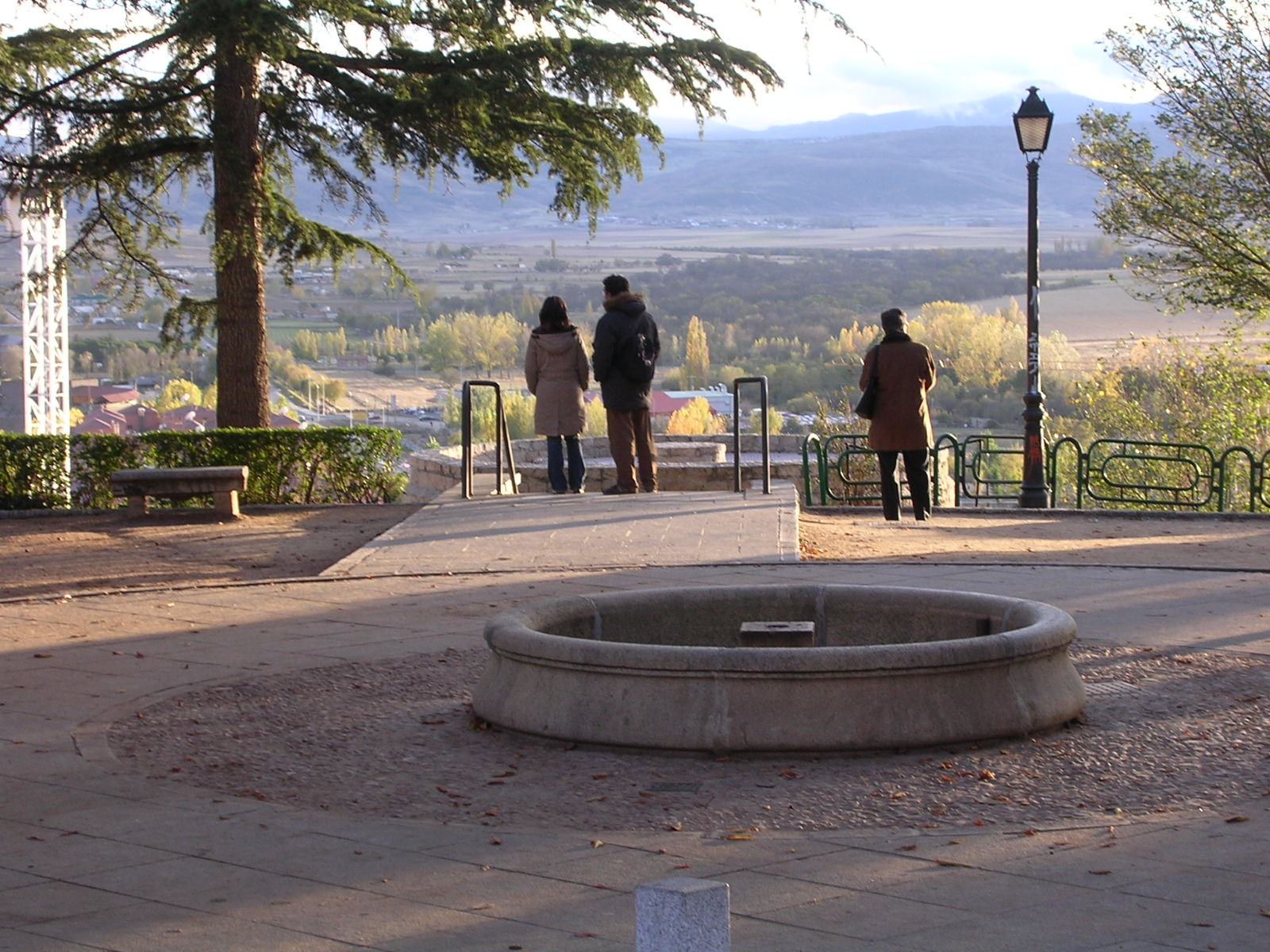
El valle visto desde Ávila

El valle de Amblés como unidad morfoestructural es una fosa tectónica o graben formado por varios bloques de zócalo cristalino, hundidos, que han sido llevados a esa posición por esfuerzos distensivos durante la tectónica Alpina, motivados estos, por el rejuego principal de la falla cortical de Plasencia, que generaría en su desplazamiento ajustes y movimiento de bloques de las líneas de fractura más importantes.
Su organización tectónica en profundidad ha sido puesta de manifiesto por (Garzón, Ubanell y Rosales, 1981) "autores que mediante un estudio gravimétrico han elaborado un mapa residual de anomalías de Bouger determinando para la superficie del zócalo, sobre la que se apoyan los sedimentos terciarios, una topografía, con dos zonas más deprimidas, una bajo el sector de La Torre con profundidad media de 450 m (en la parte occidental de la fosa) y otra en la zona de El Fresno la suroeste de Ávila, con profundidad media de 700 m; destacándose un umbral, más elevado, que se sitúa entre ambas depresiones en un eje formado por Muñochas-Solosancho, con 230 m de profundidad media; también destaca un ligero escalón más elevado en la zona de Narros del Puerto, en la zona suroeste del valle. La mayor profundidad absoluta, en el sector de El Fresno, podría superar los 1000 m de sedimentos.

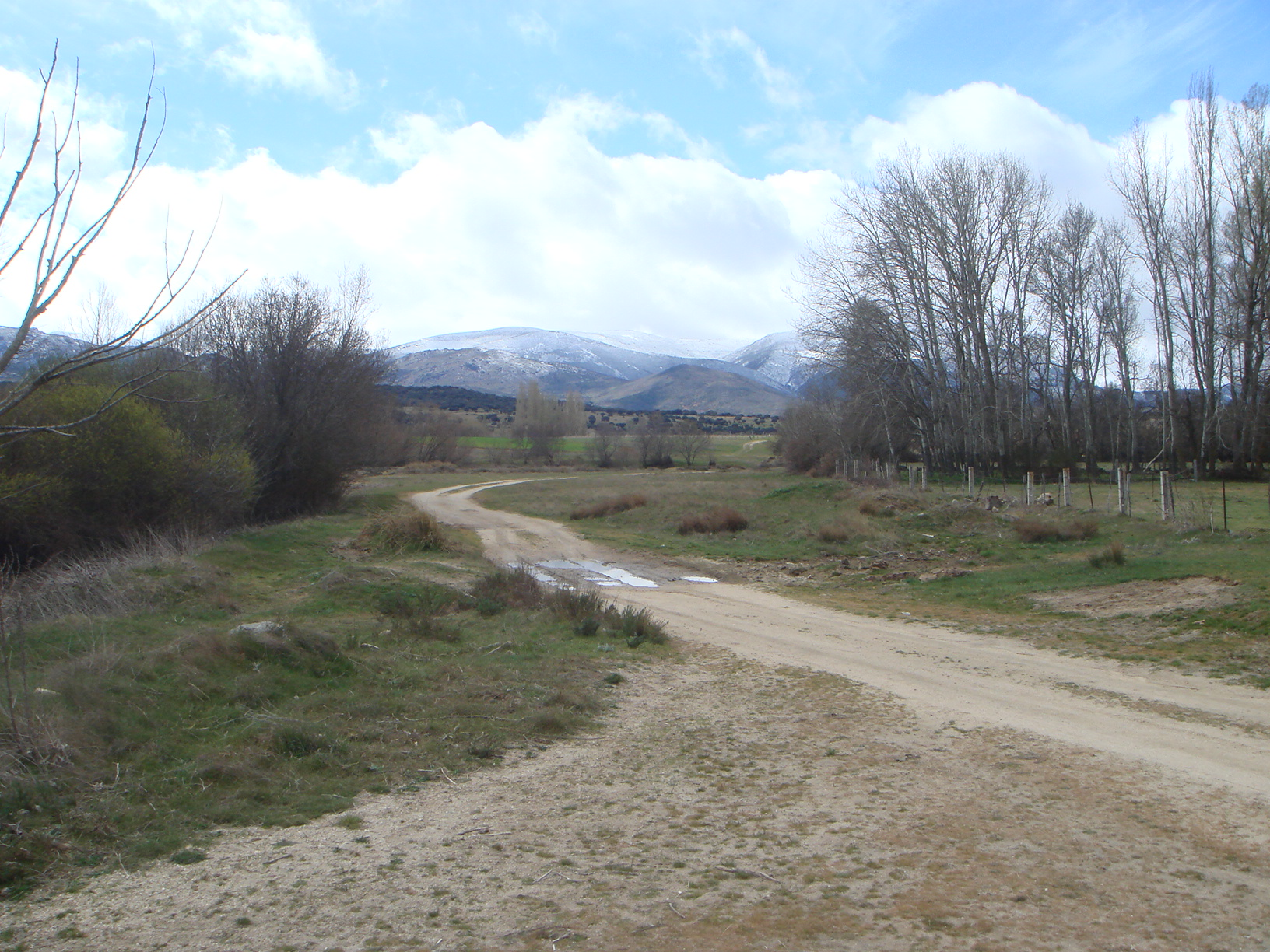
La Cañada Real Leonesa Occidental en el sector occidental del valle de Amblés

El límite con el bloque cristalino de Ávila lo hace por fallas que muestran en resalte dos unidades morfoestructurales de bloque, bien significativas, como son el Bloque de Martiherrero y el horst de la sierra de Ávila, definiéndose además entre ambas el bloque basculado de Sanchicorto en una posición a modo de quilla avanzada hacia el Amblés. Todos sus límites son tectónicos, por fallas que se evidencian por escarpes directos o por escarpes de línea de falla. Del límite con el bloque de Martiherrero distinguimos dos tramos dentro de la dirección E-O, ambos separados 3 km (en dirección norte), por la falla de La Colilla del sistema NNE; el tramo oriental está formado por la falla de Ávila-Bascarrabal que forma un escarpe con un salto de 75 m, bastante neto en la misma ciudad de Ávila mientras que se encuentra desvirtuado y fosilizado por los sedimentos arcósicos en Bascarrabal, donde el salto es inferior a 50 m; el tramo al oeste de la falla de La Colilla está formado por el escarpe de la falla de Muñopepe que tiene un salto de 50 m en la zona de la venta Pinilla, tomando mayor entidad a partir de La Serrada que aumenta progresivamente hacia el oeste como consecuencia del ascenso en graderío de la rampa de Martiherrero en ese sentido, hasta situarse en la zona de Adijos con un escarpe de 180 m; el contacto es neto, quedando el bloque de la rampa en resalte con sus bordes muy degradadados y profundamente incididos por barrancos y cárcavas, que dejan destacadas las formas graníticas. La falla de La Colilla de dirección NNE forma el cambio de dirección más oriental del trazado quebardo del borde; presenta un escalón tectónico muy suavizado topográficamente por la acumulación de depósitos arcósicos en el borde que tapizan la pequeña vrtiente. El límite con el bloque de Sanchicorto-Bezojimeno se realiza de nuevo en las dos direcciones estructurales, la NNE por el escarpe de falla de Muñochas con un salto de 160 m entre 1160 y 1320 m de altitud que deja en resalte todo un frente de 4,5 km que se adentra en el Amblés; y la dirección ONO por la falla de Muñogalindo con un escarpe de falla de características idénticas a la anterior, 140-160 m de salto a lo largo de 5,8 km; en este sector se han encajado los barrancos más profundos de toda la vertiente.

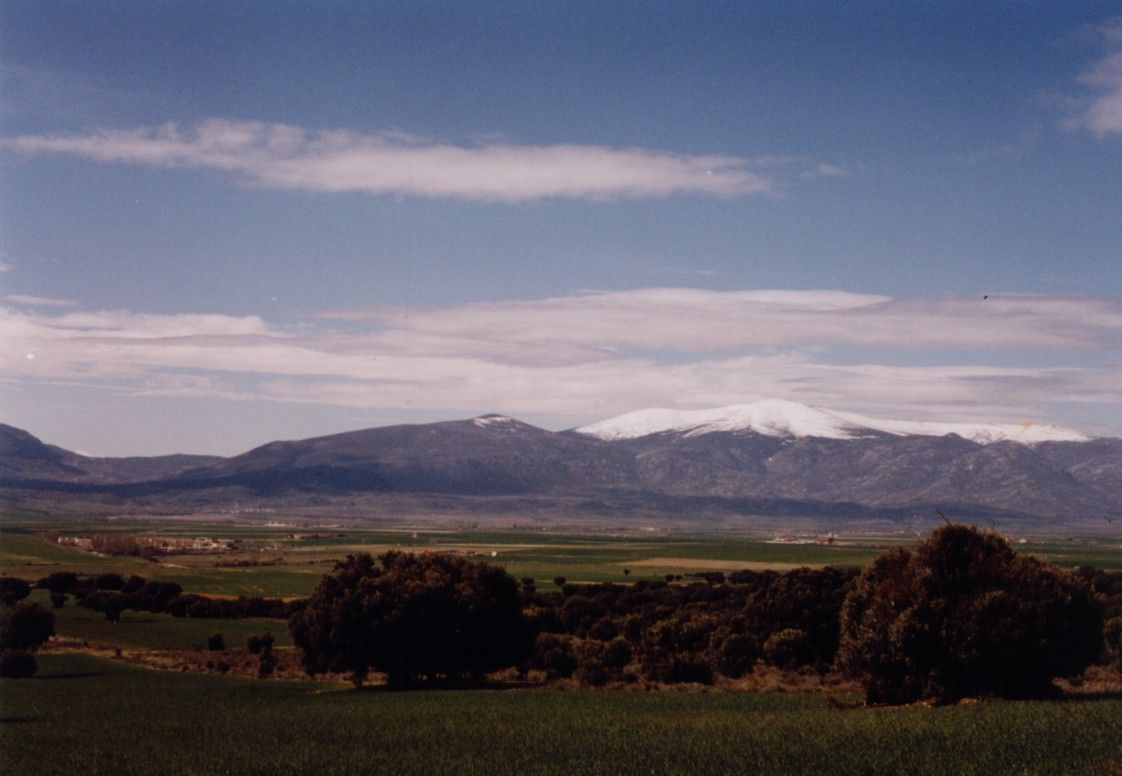
El valle de Amblés desde la sierra de Ávila

Entre Guareña y Villatoro (9 km) el límite de la fosa es de dirección ENE a NE y está dominado por la proximidad de la falla de Plasencia, que limita el horst de la sierra de Ávila: El sector entre Guareña y Muñana forma un pequeño escarpe de línea de falla muy degradado con morfología de una pequeña rampa, que se antepone a la alineación deprimida de la de Plasencia, y que se puede alinear con una fractura visible en la rampa de Sanchicorto; entre Muñana y Poveda el escarpe de falla es neto, pero de poca entidad, con un salto entre 60-100 m en la falla de Muñana, que se adelanta hacia el Amblés de la gran línea deprimida de la falla de Plasencia; el tramo más suroccidental entre Poveda y el Puerto de Villatoro, forma el límite directamente con la zona de trituración de la falla de Plasencia que se sitúa en la base del escarpe de falla; este forma un desnivel de 420 m y constituye la vertiente sureste del horst de la Sierra de Ávila. El límite sur con la alineación La Serrota-Paramera es menos quebrado aunque está dirigido por las dos direcciones estructurales dominantes: el tramo más occidental entre Villatoro y Muñotello lo forma un escarpe poco determinado que podría interpretarse de línea de falla, con un trazado sinuoso y desigual, sobre una pequeña rampa que es la que hace el contacto, a través de un pequeño escalón, con los materiales arcósicos; el tramo entre Muñotello y La Hija de Dios tiene las mismas características que el anterior pero además entre ambas líneas, la de contacto con los materiales sedimetarios y la ruptura de pendiente del abrupto principal existe un escalón tectónico que hemos identificado como de la falla de Narros del Puerto; entre esta última localidad y Mironcillo, la rampa que se antepone a la base de la La Paramera toma mayor entidad (máximo de 2 km, de fondo al sur de Solosancho) encontrándose en un sector próximo a Robledillo fosilizada por formaciones de borde con bloques; forma una suave pendiente que asciende a través de dos escalones tectónicos, uno en el mismo contacto con las arcosas y otro dentro de la propia rampa al sur de Villaviciosa; inmediatamente al sur en la base del abrupto principal, que describe una línea sinuosa adaptada a la estructura domática de los granitos, hemos de interpretarla por su indeterminación a lo sumo como de posible; en el tramo entre Mironcillo y La Aldea del Rey Niño, el límite del valle tiene un contacto directo sobre el escarpe de falla de La Aldea, (cuyo accidente puede alinearse con la falla de Muñogalindo), se presenta degradado, formando la vertiente norte de la sierra de Yemas con un salto de 260 m; el límite en el tramo base de La Paramera, más oriental del valle formado por un escarpe de línea de falla en la vertiente de La Serna, tiene un contacto neto geológicamente pero su morfología es suave y equilibrada enlazando topográficamente ambas unidades, Valle de Amblés y Rampa de la Dehesa de Ávila (La Serna) hacia La Paramera; esta rampa asciende en graderío suavemente hacia el altiplano de Parameras; el tramo dedirección E-O de la vertiente del cerro de Sonsoles, en el extremo oriental, el límite se produce por un escalonamiento tectónico en graderío, sobre la línea de falla de Sonsoles, que puede alinearse con la falla de Muñopepe, en el inicio de la rampa de Martiherrero, al otro lado del valle.
La acción de los agentes fluviales y morfogenéticos han labrado una morfología de barrancos, pequeñas gargantas y cárcavas sobre los propios bordes cristalinos de la fosa y una gran cantidad de formas y formaciones sobre los sedimentos terciarios de la cuenca intramontañosa que la fosilizan. La estructuración morfológica de esta cuenca se vértebra en función de su eje fluvial, el río Adaja, que ha actuado sobre un nivel da base local, propio de esta cuenca, y ha generado una morfología casi rigurosamente plana para todo el valle con formación de suaves glacis exclusivamente en los bordes y un mínimo encajamiento del lecho actual del río sobre sus propios materiales y los de las series arcósicas
terciarias.

### Clima
Su clima es mediterráneo continental llegando a alcanzar los 35 °C en verano y los -20 °C en inviernos como temperaturas más extremas.

### Hidrografía

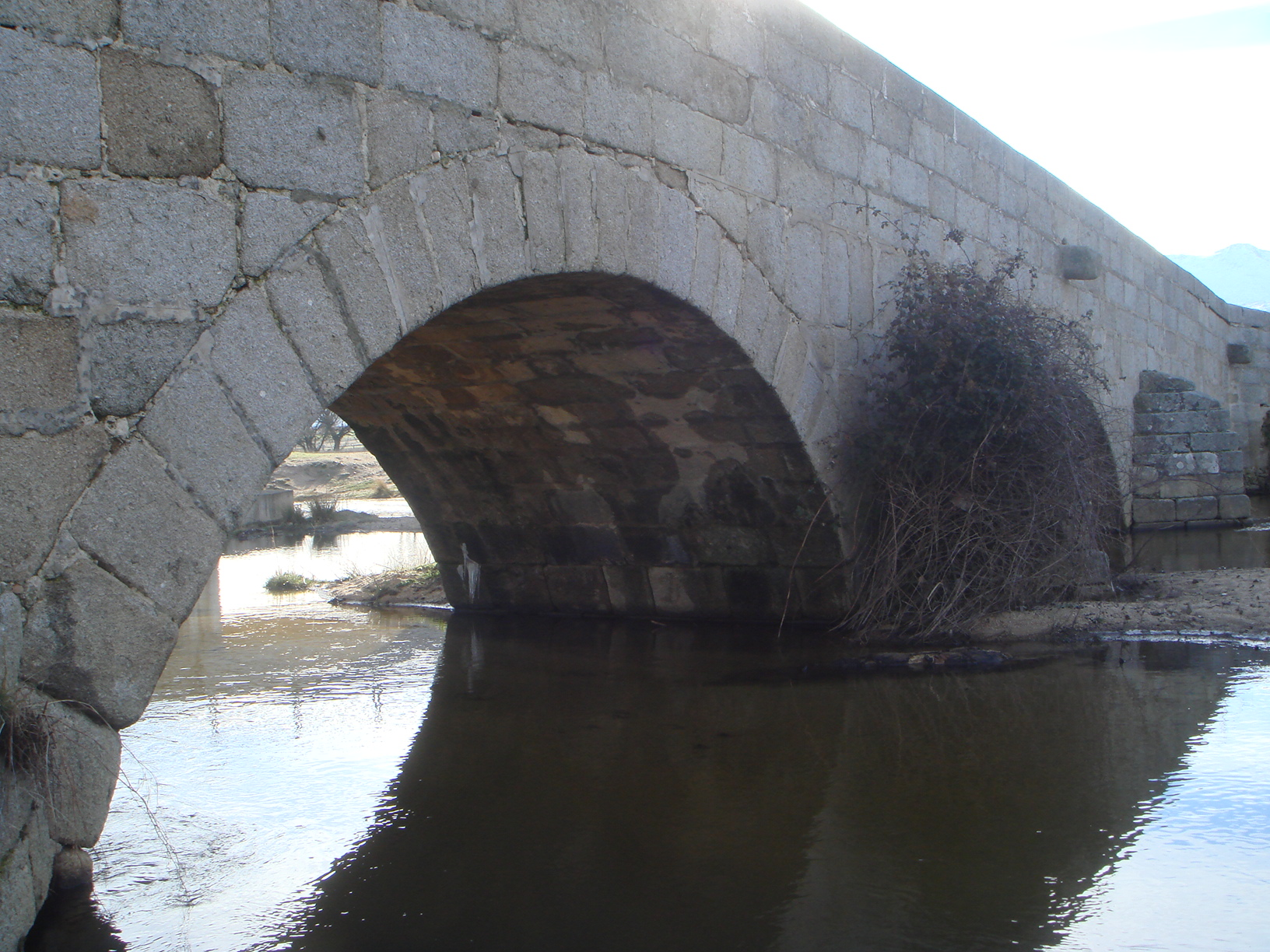
Puente de los Cobos

El río Adaja en su curso alto con un recorrido oeste-este drena todo el valle. Los afluentes que nacen en la sierra de la Paramera y en La Serrota son los más caudalosos debido a la mayor cantidad de lluvia y nieve de estas sierras como ocurre con el río Ullaque, el río de la Hija o el río Picuezo entre otros, frente a los que nacen en la sierra de Ávila como el río Paradillo.

### Corología
Corológicamente, pertenece a la provincia Carpetano-Ibérico-Leonesa, sector bejarano gredense, subsector cornejano-amblense. En el territorio se hallan representados los pisos bioclimáticos meso-supramediterráneo y oromediterráneo. Como curiosidad una flor lleva el nombre del valle: Centaurea amblensis.

### Economía
Su principal fuente de ingresos es la agricultura de secano, pero el gran acuífero ha impulsado la proliferación de cultivos de regadío como la fresa y la ganadería de leche y carne. Tiene bastante importancia la industria alimentaria con mataderos en Muñana, La Torre y Muñogalindo, que producen embutidos y derivados del cerdo, cochinilos así como cordero y carne de vacuno como la carne de Ávila con Indicación Geográfica Protegida. Así mismo los pueblos de las partes más altas del valle practican también la ganadería y la parte más próxima a Villatoro suele ser visitada por cazadores de caza menor que persiguen piezas como la paloma. Del mismo modo existen algunos establecimientos de turismo rural.

#### Turismo rural
El valle de Amblés tiene interés para el turismo rural, ya que se puede practicar el senderismo, por ejemplo a lo largo de las riberas del río Adaja, en los encinares de la Sierra de Ávila, a lo largo de la Cañada Real Leonesa Occidental, en la bardera de Villatoro, el turismo cultural en el Castro de Ulaca, en los Castillejos, la villa romana de Pared de los Moros, en el Monasterio de Nuestra Señora del Risco, en la Necrópolis de La Coba, en el Santuario de Nuestra Señora de Las Fuentes, en el Puente de los Cobos, o visitando la obra del escultor vasco Agustín Ibarrola en la Dehesa de Garoza en Muñogalindo. También se puede hacer montañismo en los Picos Zapateros en la Sierra de la Paramera y en La Serrota. 
Conan el Bárbaro
En La Cerca en el camino  de las Aleguillas que va de Robledillo, (anejo de Solosancho), al río de La Hija en la La Hija de Dios, se rodó parte de la película Conan el Bárbaro (1982).Cuentan que la sangre falsa que trajeron los especialistas desde Hollywood se congelaba en los fríos días de rodaje en Ávila y Segovia. Para rebajar su punto de congelación, la empezaron a mezclar con vodka para que quedara bien en cámara. Los extras que fallecían en la batalla, una vez quedaban tirados en el suelo, aprovechaban para beberse lo que debía ser, literalmente, su sangre. Curiosamente el rodaje de la película en la provincia de Ávila y en la de Segovia coincidió  con el golpe de Estado del 23-F y la Guardia Civil interrumpió y paralizó la producción, la cinta salió adelante filmándose en su totalidad en España. Los agentes de la benemérita estuvieron en Valsaín un puñado de horas hasta que comprobaron que todo estaba en orden. Cuando la situación en Madrid comenzó a relajarse, los técnicos del filme retomaron su trabajo sin más percances.
Memorable es también la cara de niño de Jorge Sanz, al que contrataron para hacer del joven Conan. O el papel de la explosiva Nadiuska, musa del destape.

### Municipios
Entre los municipios que alberga se hallan Villatoro, Aldea del Rey Niño, El Fresno, Riofrío, Mironcillo, Niharra, Gemuño, Padiernos, Solosancho, La Torre, Muñopepe, La Hija de Dios, Narros del Puerto, Muñana, Santa María del Arroyo, Muñotello, Pradosegar, Amavida, Poveda, Muñogalindo, Salobralejo, Muñochas, Salobral, La Serrada, Sotalvo, Riofrío y La Colilla.

## Problemas del valle

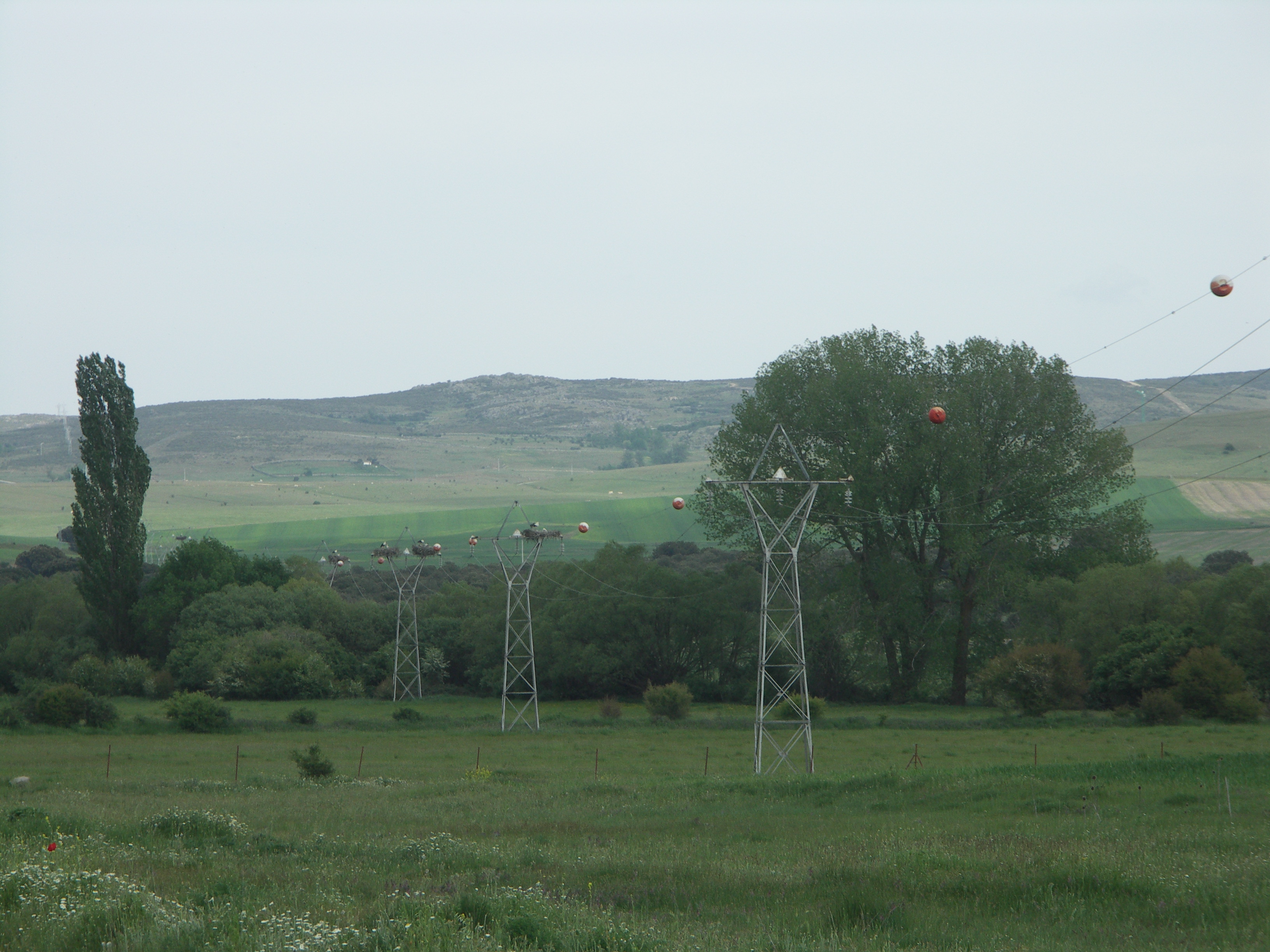
El valle Amblés cuenta con muy poco arbolado por lo que los postes y los soportes eléctricos son zona de nidificación para las aves. Únicamente en las riberas de los dos ríos existe vegetación de ribera.

Organizaciones como PLADEVA o Colectivo Cantueso han alertado sobre la contaminación que sufre el valle y su acuífero. Contaminaciones ambas en las que presuntamente podían esta implicados los cultivos de la fresa por la gran cantidad de agua que necesitan extraer de dicho acuífero y los biocidas empleados para el cultivo de dicha fruta.
También el Diario de Ávila ha informado sobre la presión que sufren algunos alcaldes de las localidades allí emplazadas cuando llega el verano. En esa época del año visitan el valle varios turistas o familias de antiguos habitantes del mismo que debieron emigrar y encuentran unas poblaciones incapaces de dar solución a las demandas planteadas por personas, informaba el diario, acostumbradas a un nivel más alto de servicios.